# Juan José Uribe
Juan José Uribe Colorado (Medellín, 19 de mayo de 2002) es un futbolista colombiano que juega de arquero en el Atlético Nacional de la Categoría Primera A de Colombia.

## Clubes
| Club              | País     | Año           |
| ----------------- | -------- | ------------- |
| Atlético Nacional | Colombia | 2020-presente |